# 레옹 마르샹
레옹 마르샹(프랑스어: Léon Marchand, 2002년 5월 17일~)은 프랑스의 수영 선수로 주 종목은 평영이다. 남자 롱 코스 개인혼영 400m 세계 기록 보유자로 200m 개인혼영, 200m 접영, 200m 평영 프랑스 기록을 보유하고 있다.
2020년 하계 올림픽에서 개인혼영 400m 부문 6위에 올랐고 2022년 세계 선수권 대회에서 개인혼영 200m와 400m 모두 우승을 차지했다. 2023년 세계 선수권 대회에서 개인혼영 200m와 400m, 접영 200m 종목에서 우승했으며 특히 개인혼영 400m에서 4분 2.50초의 기록을 세우면서 2008년 하계 올림픽 당시 마이클 펠프스가 세운 세계 기록을 갱신했다.
2024년 하계 올림픽에 참가하여 개인혼영 200m, 개인혼영 400m, 접영 200m, 평영 200m 종목에서 올림픽 기록을 갱신하면서 금메달을 획득하여 대회 4관왕에 올랐다.